# Alpen-Herbstzeitlose
Die Alpen-Herbstzeitlose (Colchicum alpinum) ist eine Pflanzenart aus der Gattung der Zeitlosen (Colchicum) in der Familie der Zeitlosengewächse (Colchicaceae).
Für die Region Lungau ist auch der Trivialname Schneekaterl belegt.

## Merkmale

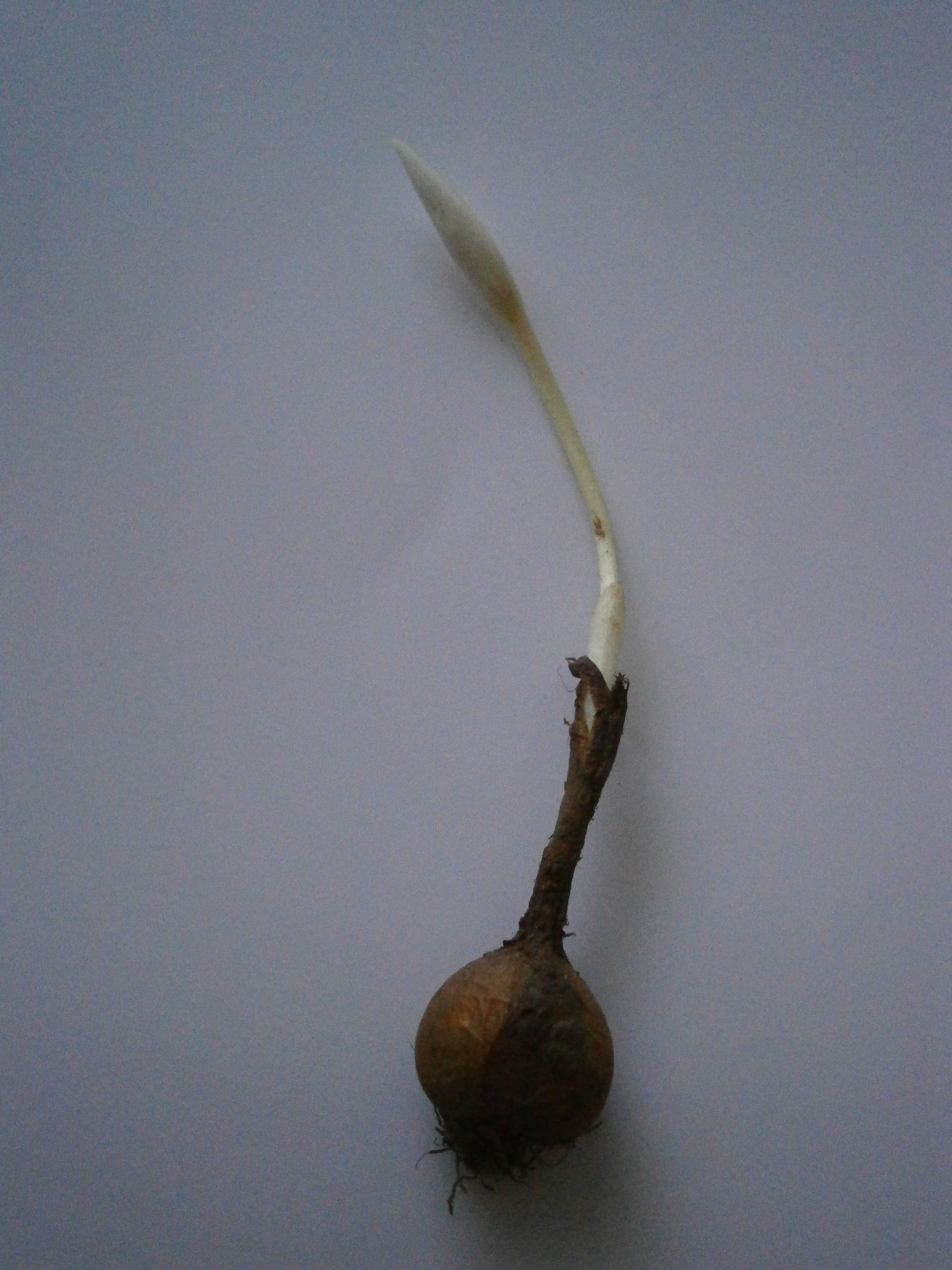
Sprossknolle mit Blütenknospe

Die Alpen-Herbstzeitlose ist ein ausdauernde Knollenpflanze, die Wuchshöhen von 5 bis 8 Zentimeter erreicht.
Im Frühling kommen 2 bis 3 Blätter, die 8 bis 15 × 0,2 bis 1,4 Zentimeter messen, mit der 15 bis 20 Millimeter messenden Kapselfrucht aus der 1 bis 2,5 × 1 bis 1,5 Zentimeter messenden Sprossknolle zum Vorschein.
Die 1 bis 2 Blüten sind schmal glockig bis trichterförmig. Die Staubbeutel sind 2 bis 3 Millimeter lang. Die Perigonzipfel sind schmal verkehrteilanzettlich, purpurrosa und zuweilen weiß. Die Narbe ist punktförmig. Die Blütezeit reicht von Juli bis September.
Die Chromosomenzahl beträgt 2n = 54 oder ca. 120.

## Vorkommen
Die Alpen-Herbstzeitlose kommt in den Alpen (Frankreich, Italien und Südwest-Schweiz), den Apenninen, auf Korsika und auf Sizilien auf trockenen kalkarmen Bergwiesen in Höhenlagen von 600 bis 2000 Meter vor.

## Taxonomie
Die Alpen-Herbstzeitlose wurde 1805 von Augustin Pyramus de Candolle in Lamarck und De Candolle: Flore Française, ou Descriptions Succinctes de Toutes les Plantes qui Croissent Naturellement en France... 3. Auflage, Band 3, Seite 195 als Colchicum alpinum erstbeschrieben. Ein Synonym ist Colchicum parvulum Ten.

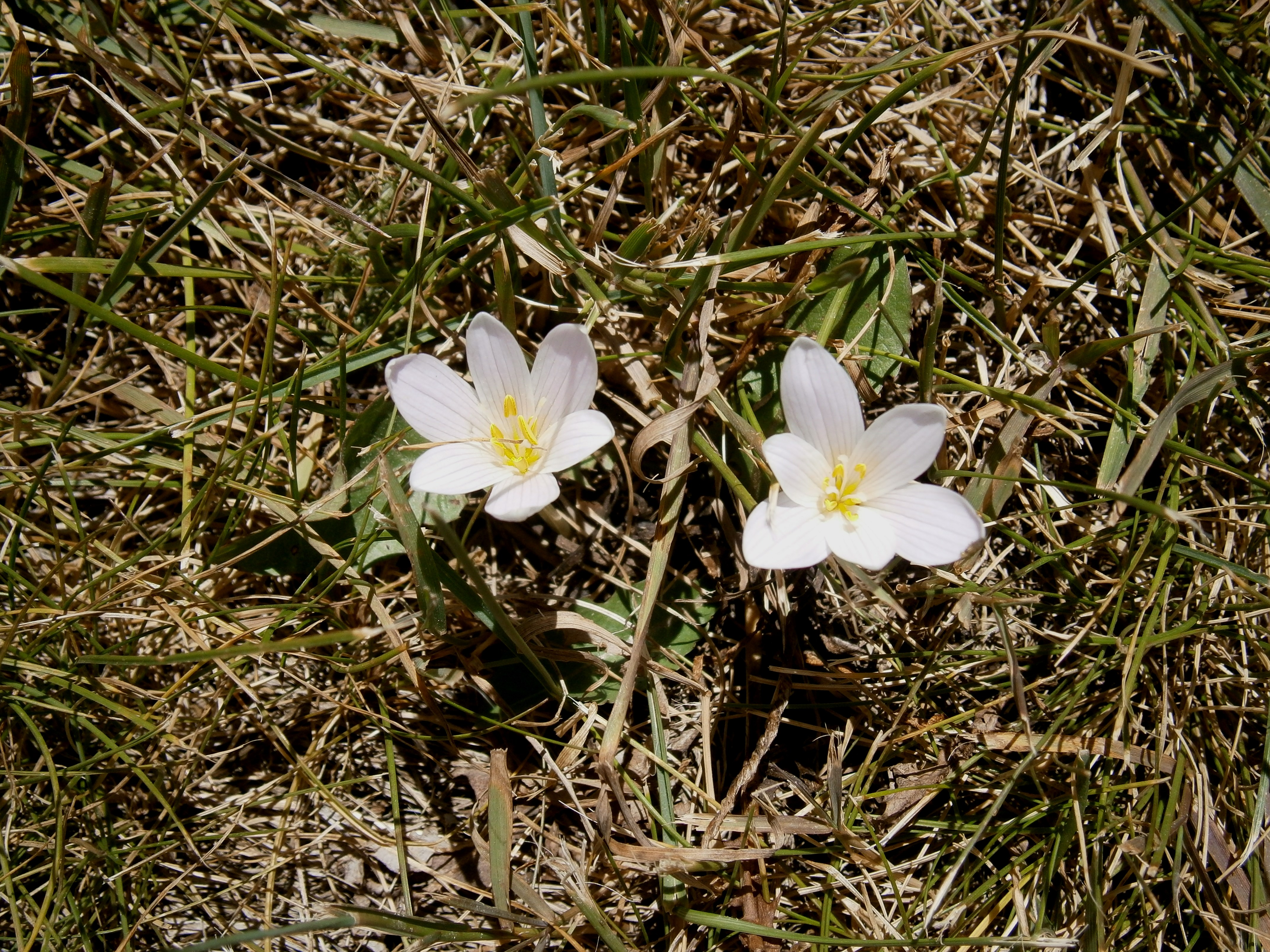
Colchicum alpinum, La Bérarde, Oisans
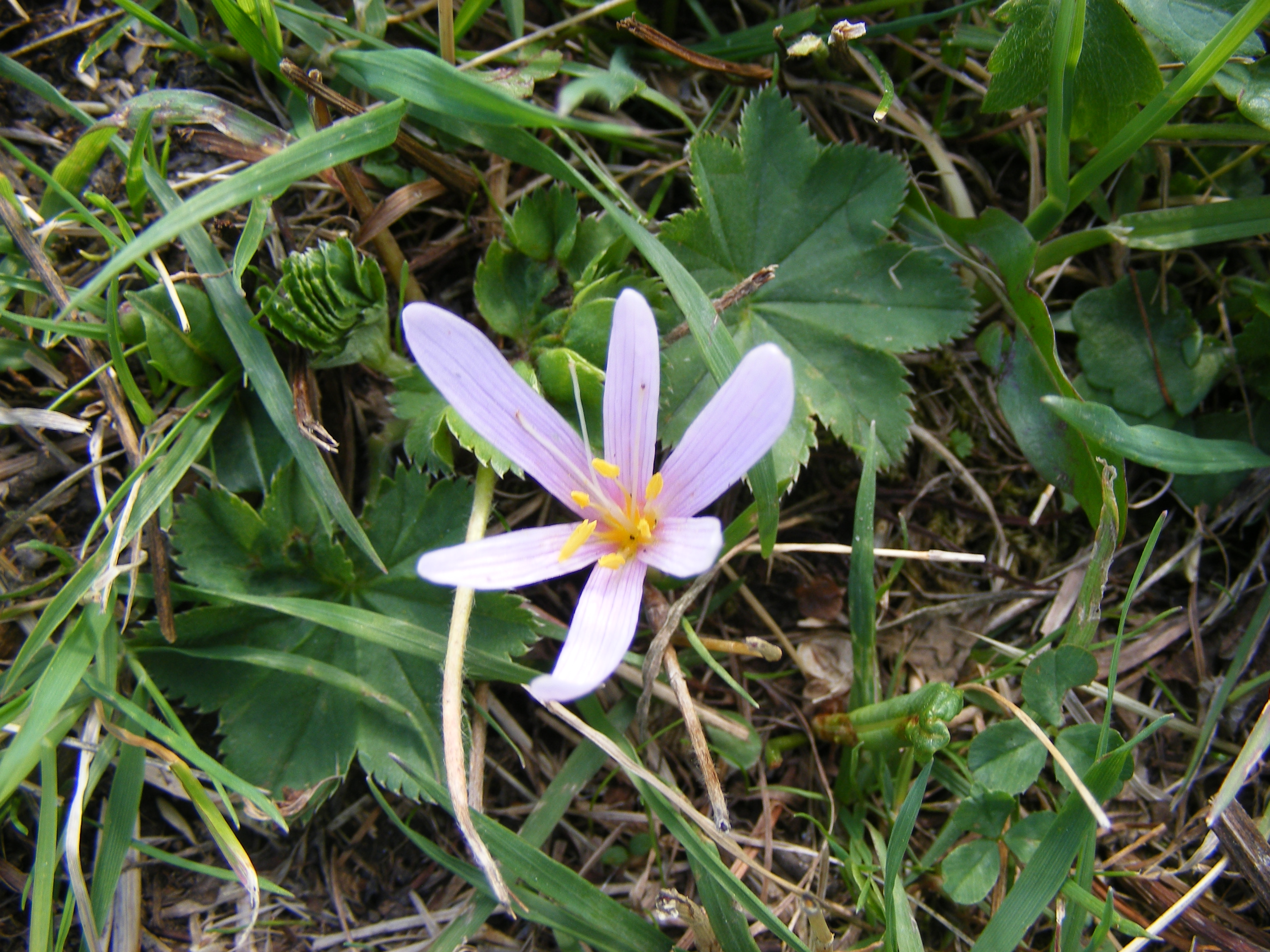
Innenseite Colchicum alpinum, Val Ferret
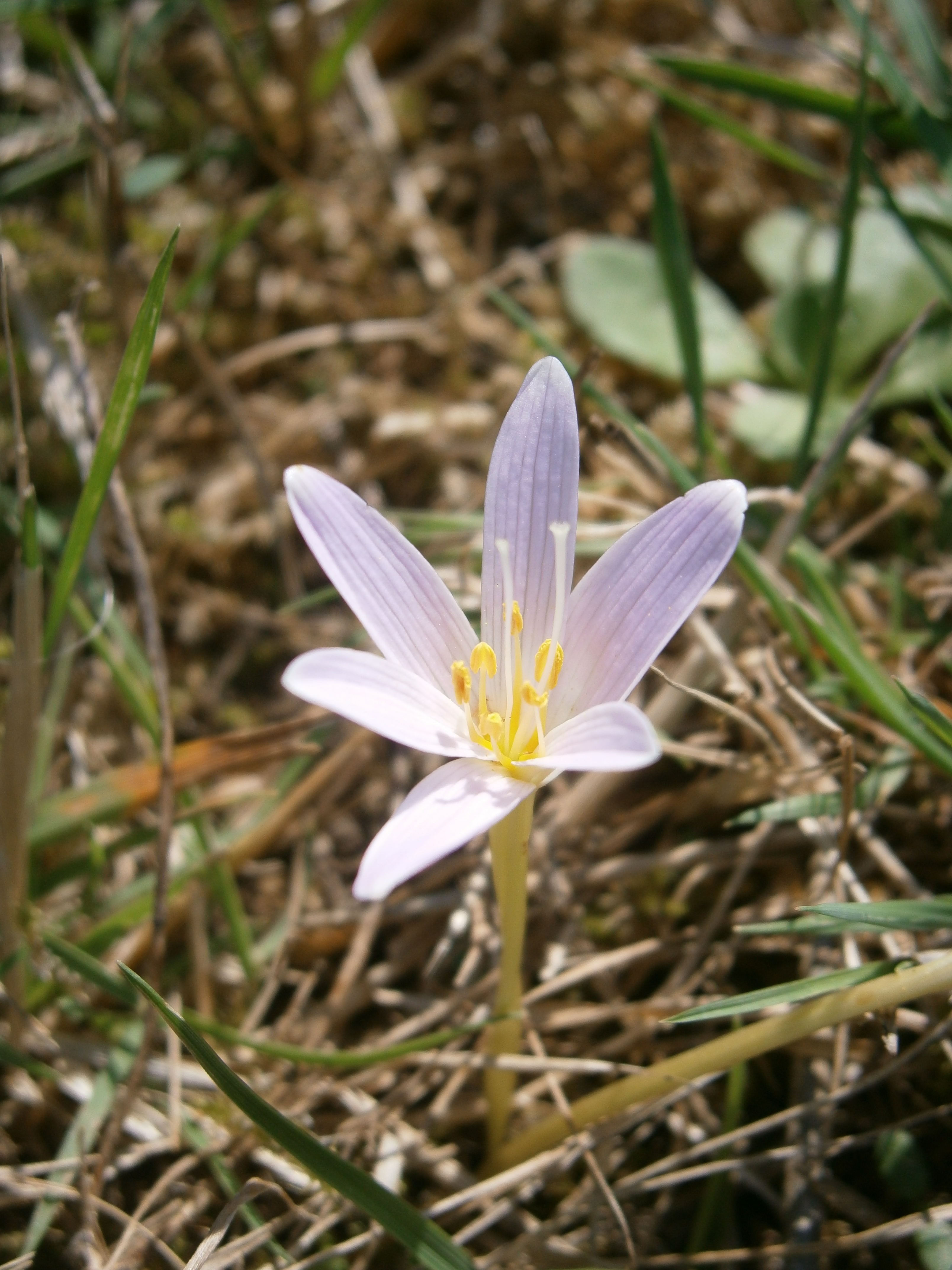
Colchicum alpinum in einem Sammlungsgarten
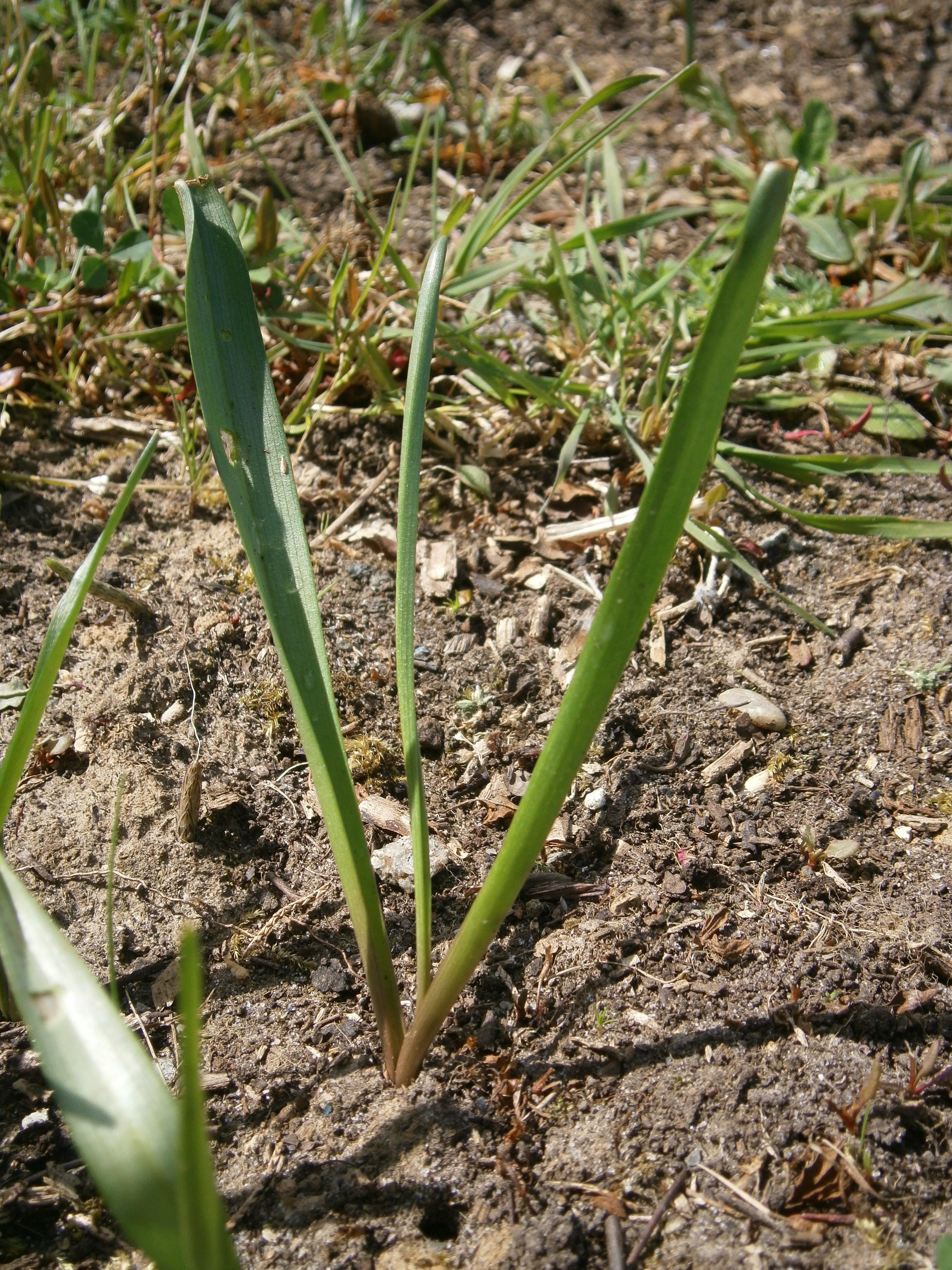
Blätter im Frühling
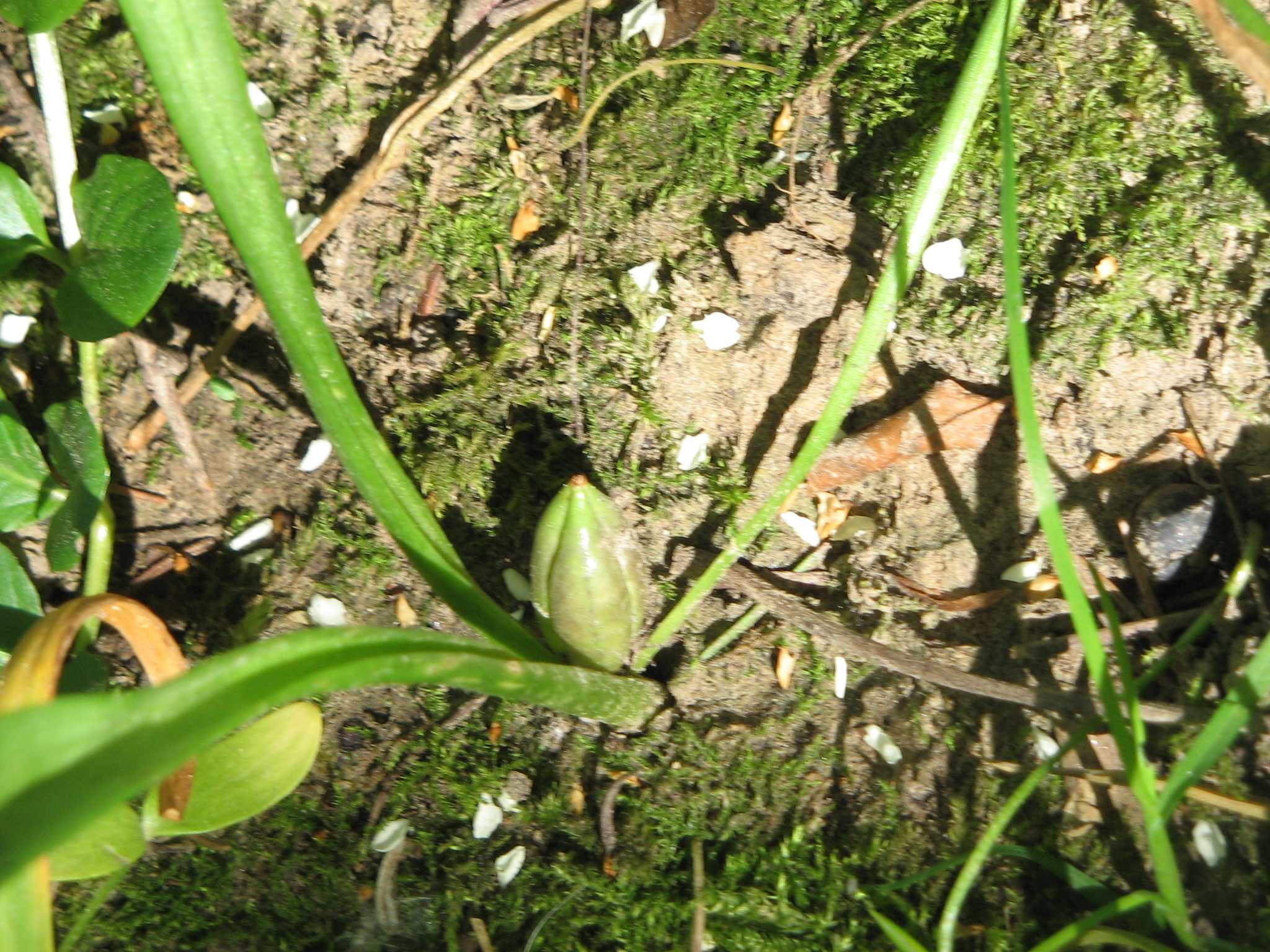
Samenhülse im Frühling

## Nutzung
Die Alpen-Herbstzeitlose wird selten als Zierpflanze genutzt.

## Belege